# Ellips (matematik)
För andra betydelser, se Ellips.

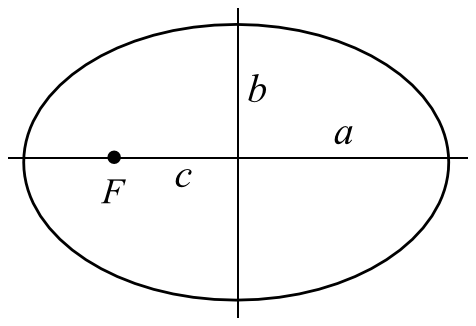
Ellips där F är en av brännpunkterna, a halva transversalaxeln, b halva konjugataxeln och c halva avståndet mellan brännpunkterna

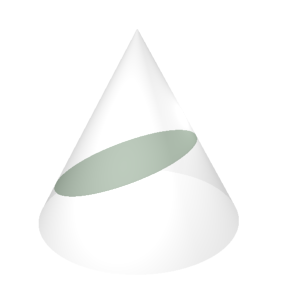
Skärningskurvan mellan ett plan och en kon är en ellips

En ellips är den geometriska orten för en punkt, vars avstånd till två givna punkter, brännpunkterna, har en konstant summa. Ett mått på ellipsens form är dess excentricitet, e = c/a där c är halva avståndet mellan brännpunkterna och a halva tranversalaxelns längd. Ju större excentriciteten är, desto mer tillplattad är ellipsen. Ellipsen kan även fås som ett diagonalt snitt genom en kon.

## Konstruktion

Ellipsen utgörs av de punkter vars sammanlagda avstånd till brännpunkterna är konstant

En approximation till en ellips kan ritas med hjälp av två spikar, en tråd och en penna. Spikarna placeras där man vill ha ellipsens brännpunkter. Tråden binds fast i spikarna. Den fria trådens längd ska vara lika med den önskade summan av avståndet från ellipsen till brännpunkterna. Pennan placeras så att den sträcker tråden. Pennan förs åt sidan i de riktningar för vilka trådens sträckta tillstånd bibehålls. På detta sätt kan halva ellipsen ritas. För att rita den andra halvan flyttar man pennan till andra sidan av tråden, sträcker ut tråden åt andra hållet och upprepar ritandet enligt ovan.

## Egenskaper
Ellipsen definieras som den geometriska orten av de punkter vars sammanlagda avstånd till brännpunkterna är konstant. Denna konstant är lika med längden av ellipsens längre axel, transversalaxeln. Ofta används halva detta avstånd, den så kallade halva storaxeln, i matematiska och fysikaliska sammanhang. I astronomin betecknas halva storaxeln med bokstaven a. Lillaxeln, konjugataxeln, skär vinkelrätt storaxelns mitt. Halva lillaxeln betecknas b.

## Ekvationer
{\displaystyle {\frac {(x-h)^{2}}{a^{2}}}+{\frac {(y-k)^{2}}{b^{2}}}=1}
där a och b > 0 (när a=b är detta ekvationen för en cirkel). När ellipsen har medelpunkt i origo (h=k=0) så skär den x-axeln i punkterna (±a, 0)och y-axeln i (0, ±b).
På parameterform kan ellipsen beskrivas av
{\displaystyle x=h+a\,\cos t;\,\!}
{\displaystyle y=k+b\,\sin t;\,\!}
där {\displaystyle t} varierar inom intervallet {\displaystyle -\pi \leq t\leq \pi }.

## Area
Arean av en ellips är 
{\displaystyle \ A=a\,b\,\pi }
där a och b är halva längden av ellipsens storaxel respektive lillaxel.

## Omkrets
En ellips omkrets kan inte bestämmas med elementära funktioner om a och b är olika utan ges av en elliptisk integral. 
Omkretsen kan dock beräknas med en oändlig potensserie enligt
{\displaystyle C=4aE(\varepsilon )=2\pi a\left\{1-\left({\frac {1}{2}}\right)^{2}{\frac {\varepsilon ^{2}}{1}}-\left({\frac {1\cdot 3}{2\cdot 4}}\right)^{2}{\frac {\varepsilon ^{4}}{3}}-\left({1\cdot 3\cdot 5 \over 2\cdot 4\cdot 6}\right)^{2}{\varepsilon ^{6} \over 5}-\cdots -\left[{\frac {\left(2n-1\right)!!}{\left(2n\right)!!}}\right]^{2}{\frac {\varepsilon ^{2n}}{2n-1}}-\cdots \right\}\!}
där ellipsens excentricitet är
{\displaystyle e=\varepsilon ={\sqrt {\frac {a^{2}-b^{2}}{a^{2}}}}={\sqrt {1-\left({\frac {b}{a}}\right)^{2}}}}
En god approximation är Ramanujans:
{\displaystyle C\approx \pi \left[3(a+b)-{\sqrt {(3a+b)(a+3b)}}\right]\!\,}
Och en ännu bättre approximation:
{\displaystyle C\approx \pi \left(a+b\right)\left(1+{\frac {3\left({\frac {a-b}{a+b}}\right)^{2}}{10+{\sqrt {4-3\left({\frac {a-b}{a+b}}\right)^{2}}}}}\right)\!\,}

## Ellipsen inom astronomin
Det var ett viktigt steg för människans föreställningar om universum när Johannes Kepler under det tidiga 1600-talet visade att planeternas banor kring solen är ellipser, med en av brännpunkterna i solen. Keplers lagar var en stor förbättring jämfört med Klaudios Ptolemaios excentriska cirklar och epicykler.